# Ride on Wave
『Ride on Wave』（ライド オン ウェーブ）は、小森まなみの8作目のアルバムである。2005年7月21日、インターチャネル（現：インデックスミュージック）より発売された。

## 解説
- 所属レコード会社をスターチャイルドからインターチャネルへ移籍して初のアルバムとなる（ただし、どちらも販売元がキングレコードのため、レーベル内移籍と言える）。

## 収録曲
1. OVERTURE
  - 作曲・編曲：elfin
2. Horizon
  - 作詞：小森まなみ、作曲・編曲：渡辺格
3. Ride on Wave
  - 作詞：小森まなみ、作曲・編曲：池間史規
  - ラジオ「mamiのRADIかるコミュニケーション」エンディングテーマ
4. ミルフィーユ
  - 作詞：小森まなみ、作曲：森下寿一、編曲：池間史規・森下寿一
5. 空色ジュエル
  - 作詞：小森まなみ、作曲：森下寿一、編曲：池間史規
  - ラジオ「小森まなみのPop'n!パジャマEYE」エンディングテーマ
6. 願いよ届け 風になれ
  - 作詞：小森まなみ、作曲・編曲：池間史規
7. Dream Chaser
  - 作詞：小森まなみ、作曲・編曲：池間史規
8. 風花
  - 作詞：小森まなみ、作曲・編曲：池間史規
9. 四季風はっぴいばーすでい
  - 作詞・作曲：小森まなみ、編曲：池間史規
10. アイノホシ〜Love the Earth〜
  - 作詞：小森まなみ、作曲・編曲：池間史規
  - 『愛・地球博』テーマソング
11. 君に逢えてボクはボクになる
  - 作詞：小森まなみ、作曲：岡崎律子、編曲：池間史規
  - アルバム「Birth」収録曲。